# Singida (ville)
Singida est une ville, chef-lieu de la région du même nom, au centre de la Tanzanie.

## Géographie
La ville est à 320 km au sud-est de Mwanza et à 550 km au nord-est de Dar es Salaam.

## Économie

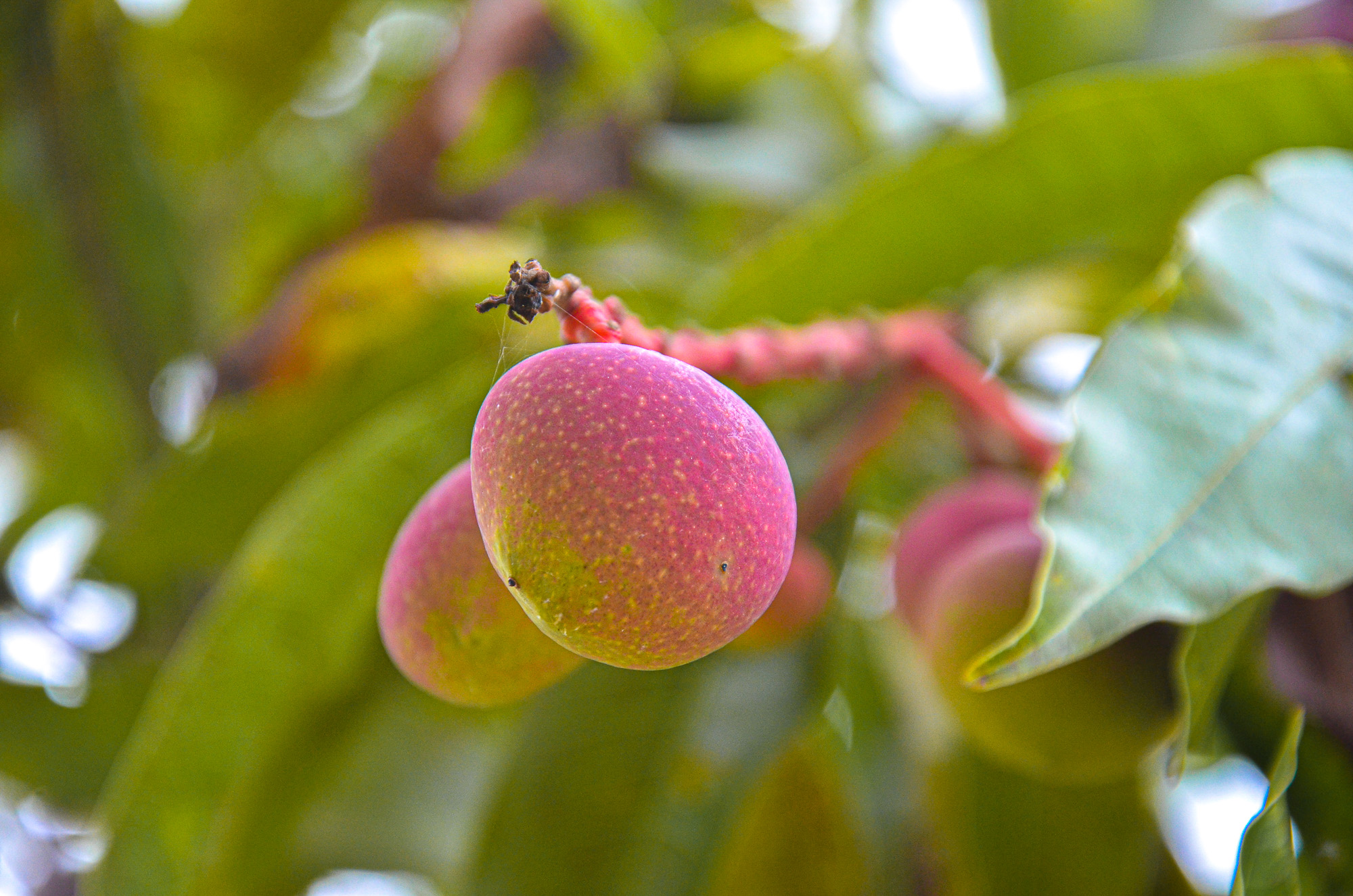
Production de mangues.